# Junonia chorimene
Junonia chorimene is een vlinder uit de familie Nymphalidae. De wetenschappelijke naam van deze soort is voor het eerst voorgesteld als Vanessa chorimene door Félix Édouard Guérin-Méneville in een publicatie uit 1844.

## Verspreiding
De soort komt voor in het Afrotropisch gebied waaronder Senegal, Gambia, Mali, Guinee-Bissau, Guinee, Sierra Leone, Liberia, Burkina Faso, Ivoorkust, Ghana, Togo, Benin, Nigeria, Congo-Kinshasa, Soedan, Ethiopië, Oeganda, Noordwest-Kenia, Noord-Tanzania, Zuidwest-Saudi-Arabië en Jemen.

## Waardplanten
De rups leeft op soorten van de acanthusfamilie (Acanthaceae) waaronder:
- Asystasia mysurensis (Roth) T.Anderson
- Barleria sp.
- Hypoestes sp.
- Justicia leikipiensis S.Moore
- Paulowilhelmia sp.
- Ruellia sp.